# Sour Lake
Sour Lake és una població dels Estats Units a l'estat de Texas. Segons el cens del 2000 tenia 1.667 habitants.

## Demografia
Segons el cens del 2000, Sour Lake tenia 1.667 habitants, 672 habitatges, i 446 famílies. La densitat de població era de 372 habitants per km².
Dels 672 habitatges en un 31,4% hi vivien nens de menys de 18 anys, en un 52,8% hi vivien parelles casades, en un 9,7% dones solteres, i en un 33,6% no eren unitats familiars. En el 31,4% dels habitatges hi vivien persones soles el 17,9% de les quals corresponia a persones de 65 anys o més que vivien soles. El nombre mitjà de persones vivint en cada habitatge era de 2,48 i el nombre mitjà de persones que vivien en cada família era de 3,15.
Per edats la població es repartia de la següent manera: un 27,5% tenia menys de 18 anys, un 6,8% entre 18 i 24, un 27,4% entre 25 i 44, un 21,9% de 45 a 60 i un 16,5% 65 anys o més.
L'edat mediana era de 38 anys. Per cada 100 dones de 18 o més anys hi havia 88 homes.
La renda mediana per habitatge era de 30.300 $ i la renda mediana per família de 39.605 $. Els homes tenien una renda mediana de 36.406 $ mentre que les dones 24.500 $. La renda per capita de la població era de 15.497 $. Aproximadament el 8,5% de les famílies i el 12,7% de la població estaven per davall del llindar de pobresa.

## Poblacions més properes
El següent diagrama mostra les poblacions més properes.